# Robin Cook (Autor)

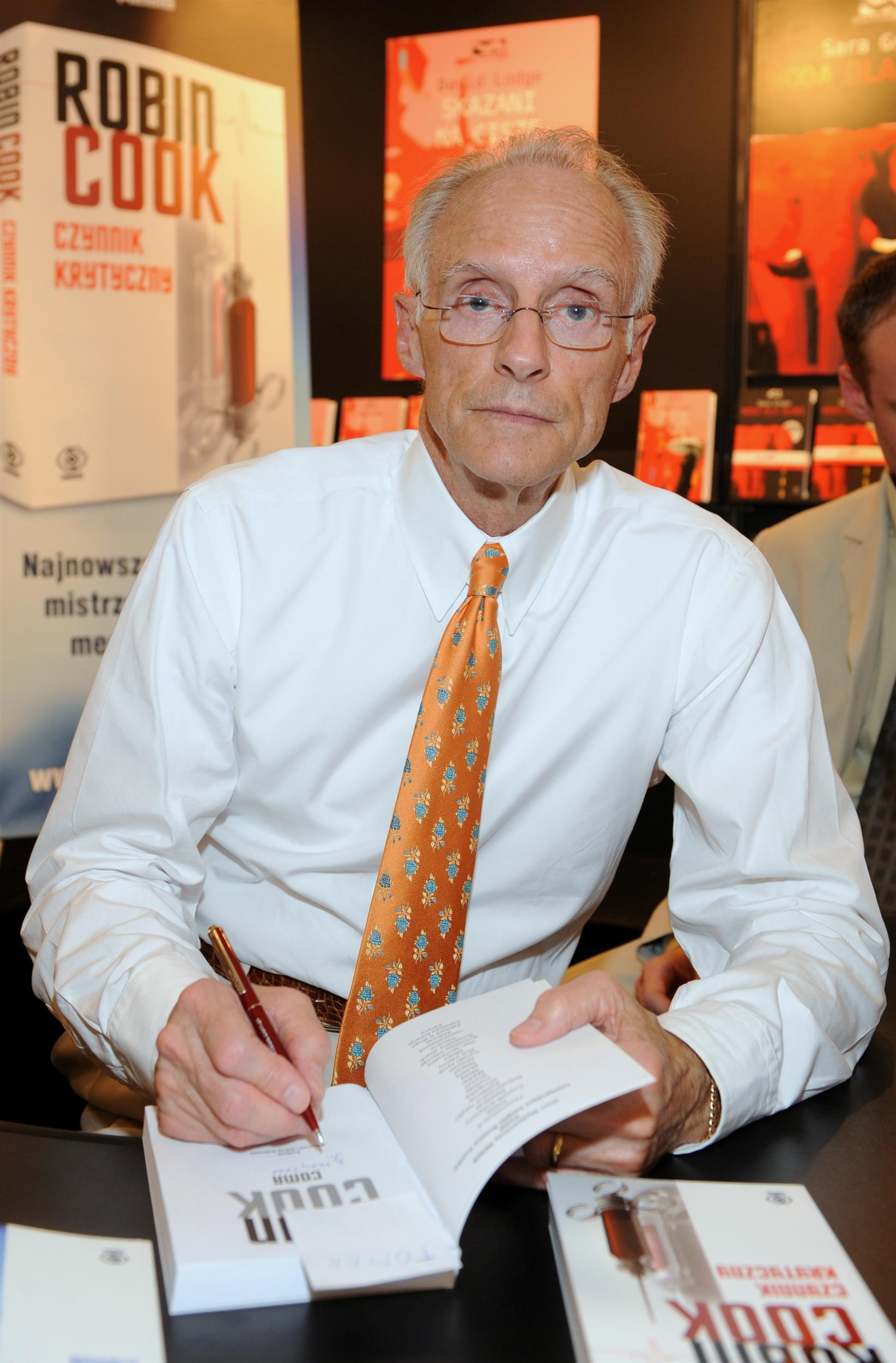
Robin Cook, 2008

Robert Brian „Robin“ Cook (* 4. Mai 1940 in New York City) ist ein US-amerikanischer Arzt und Schriftsteller.

## Leben
Cook studierte an der Wesleyan University und besuchte die Medical School der Columbia University. Seine Zeit als Assistenzarzt leistete er an der Harvard University ab. Nachdem er mit seinem ersten Roman in die internationalen Bestsellerlisten Einzug hielt, ließ er sich von seinen Aufgaben beim Massachusetts Eye and Ear Infirmary beurlauben. In seinen Büchern beschäftigt er sich mit Themen der Medizin und Public Health. Einige seiner Bücher wie Koma und Der Fluch der Sphinx wurden verfilmt. Die TV-Verfilmungen einiger seiner Romane für NBC-TV und CBS-TV wurden in Deutschland bislang nicht gezeigt.
Er ist nicht identisch mit dem britischen Autor Robin Cook (1931–1994), der unter dem Pseudonym Derek Raymond Hardboiled-Krimis veröffentlichte.
Robin Cook lebt heute als freier Schriftsteller mit seiner Frau Barbara in Florida.

## Bibliografie
Jack Stapleton – Laurie Montgomery (Romanserie)
- 1 Blindsight (1991)
  - Deutsch: Blind. Übersetzt von Wolfgang Rhiel. Bertelsmann, München 1993, ISBN 3-570-02111-4. Auch als: Blindwütig. Übersetzt von Wolfgang Rhiel. Goldmann #42944, München 1995, ISBN 3-442-42944-7.
- 2 Contagion (1995)
  - Deutsch: Tödliche Geschäfte. Übersetzt von Kristian Lutze. Blanvalet, München 1997, ISBN 3-7645-0026-3. auch als: Das Labor. Übersetzt von Bärbel Arnold. Goldmann #43312, München 1997, ISBN 3-442-43312-6.
- 3 Chromosome 6 (1997)
  - Deutsch: Chromosom 6. Übersetzt von Bärbel Arnold. Goldmann #35220, München 2000, ISBN 3-442-35220-7.
- 4 Vector (1999)
  - Deutsch: Der Experte. Übersetzt von Bärbel Arnold. Goldmann #35324, München 2000, ISBN 3-442-35324-6. Auch als: Anthrax. Übersetzt von Bärbel Arnold. Bertelsmann-Club, Gütersloh 2000.
- 5 Marker (2005)
  - Deutsch: Labor des Teufels. Übersetzt von Helmut Splinter. Blanvalet #36503, München 2007, ISBN 978-3-442-36503-6.
- 6 Crisis (2006)
  - Deutsch: Crisis. Übersetzt von Nathalie Lemmens. Blanvalet #36860, München 2008, ISBN 978-3-442-36860-0.
- 7 Critical (2007)
  - Deutsch: Die Seuche Gottes. Übersetzt von Leo Strohm. Blanvalet #37158, München  2009, ISBN 978-3-442-37158-7.
- 8 Foreign Body (2008)
  - Deutsch: Die Hand des Bösen. Übersetzt von Leo Strohm. Blanvalet #37159, München 2010, ISBN 978-3-442-37159-4.
- 9 Intervention (2009)
  - Deutsch: Obduktion. Übersetzt von Wolfgang Thon. Blanvalet, München 2011, ISBN 978-3-442-37705-3.
- 10 Cure (2010)
  - Deutsch: Testphase. Übersetzt von Anne Döbel-Geiken. Blanvalet #37912, München 2012, ISBN 978-3-442-37912-5.
- 11 Pandemic (2018)
- 12 Genesis (2019)

Pia Grazdani (Romanserie)
- 1 Death Benefit (2011)
  - Deutsch: Ein teurer Tod. Übersetzt von Anne Döbel-Geiken. Blanvalet #38328, München 2014, ISBN 978-3-442-38323-8.
- 2 Nano (2012)

Romane
- The Year of the Intern (1972)
- Coma (1977)
  - Deutsch: Koma. Übersetzt von Martin Lewitt. Ullstein, Berlin, Frankfurt am Main und Wien 1979, ISBN 3-550-06295-8.
- Sphinx (1979)
  - Deutsch: Sphinx. Übersetzt von Horst Pukallus. Droemer-Knaur, München, Zürich 1980, ISBN 3-426-19024-9. Auch als: Der Fluch der Sphinx. Übersetzt von Horst Pukallus. Droemer Knaur (Knaur-Taschenbücher #748), München und Zürich 1981, ISBN 3-426-00748-7.
- Brain (1980)
- Fever (1982)
  - Deutsch: Fieber. Übersetzt von Hans Ewald Dede. Hestia, Bayreuth 1983, ISBN 3-7770-0251-8.
- Godplayer (1983)
  - Deutsch: Gottspieler. Übersetzt von Claus Fischer. Hestia, Bayreuth 1985, ISBN 3-7770-0302-6. Auch als: Exitus. Übersetzt von Claus Fischer. Deutsche Bücherbund, Stuttgart und München 1987, DNB 880854278. Auch als: Die Vollstrecker. Übersetzt von Claus Fischer. Weltbild, Augsburg 2008, ISBN 978-3-89897-917-7.
- Mindbend (1985)
  - Deutsch: Pharmakon. Übersetzt von Hans Jürgen Jacobs. Hestia, Bayreuth 1988, ISBN 3-7770-0375-1. Auch als: Tödliche Nebenwirkung. Übersetzt von Hans Jürgen Jacobs. Weltbild, Augsburg 2007, ISBN 978-3-89897-323-6.
- Outbreak (1987)
  - Deutsch: Virus. Übersetzt von Diethard H. Klein. Hestia, Bayreuth 1989, ISBN 3-7770-0383-2.
- Mortal Fear (1988)
  - Deutsch: Todesangst. Übersetzt von Diethard H. Klein. Hestia, Bayreuth 1990, ISBN 3-7770-0423-5.
- Mutation (1989)
  - Deutsch: Das Ungeheuer. Übersetzt von Joachim Pente. Hestia, Rastatt 1991, ISBN 3-89457-008-3. Auch als: Das andere Kind. Übersetzt von Joachim Pente. Weltbild, Augsburg 2006, ISBN 3-89897-322-0.
- Harmful Intent (1989)
  - Deutsch: Narkosemord. Übersetzt von Rainer Schmidt und Joachim Pente. Hestia, Rastatt 1992, ISBN 3-89457-029-6.
- Vital Signs (1991)
  - Deutsch: Trauma. Übersetzt von Ekkehart Reinke. Lübbe (Bastei-Lübbe-Taschenbuch #11915), Bergisch Gladbach 1996, ISBN 3-404-11915-0.
- Terminal (1992)
  - Deutsch: Unheilbar. Übersetzt von Kristian Lutze. Bertelsmann-Club, Gütersloh, Wien und Stuttgart 1994, DNB 942594142.
- Fatal Cure (1994)
  - Deutsch: Todesengel. Übersetzt von Bärbel Arnold. Goldmann #43136, München 1996, ISBN 3-442-43136-0.
- Acceptable Risk (1995)
  - Deutsch: Das Experiment. Übersetzt von Bärbel Arnold und Heinz Zwack. Goldmann #43447, München 1996, ISBN 3-442-43447-5.
- Invasion (1997)
  - Deutsch: Grünes Gift. Übersetzt von Bärbel Arnold. Bertelsmann-Club, Rheda-Wiedenbrück, Zug und Wien 1998, DNB 955507812.
- Toxin (1998)
  - Deutsch: Toxin. Übersetzt von Bärbel Arnold. Goldmann #35157, 2000, ISBN 3-442-35157-X.
- Abduction (2000)
  - Deutsch: Tauchstation. Übersetzt von Bärbel Arnold.  Goldmann #35681, München 2002, ISBN 3-442-35681-4.
- Shock (2001)
  - Deutsch: Schock. Übersetzt von Bärbel Arnold. Goldmann #35771, München 2003, ISBN 3-442-35771-3.
- Seizure (2002)
  - Deutsch: Die Operation. Übersetzt von Leo Strohm. Blanvalet #36079, München 2004, ISBN 3-442-36079-X.
- Cell (2014)
- Host (2015)
- Charlatans (2017)

## Verfilmungen
- 1977: Coma
- 1981: Der Fluch der Sphinx (Sphinx)
- 1993: Mord im O.P. (Harmful intent)
- 1994: Die Ärztin und der Mörder (Robin Cook’s Mortal Fear) – nach dem Roman Todesangst
- 1995: Der Killervirus – In deinen Adern fließt der Tod (Formula for death) – nach dem Roman Outbreak
- 1995: Die Killer-Klinik (Robin Cook’s Terminal)
- 1997: Lethal Invasion – Attacke der Alien-Viren (Invasion)
- 2001: Robin Cook’s Acceptable Risk
- 2001: The Drug – Das Experiment